# Premio Max Jacob
Il Premio Max Jacob (nell'originale francese Prix Max Jacob) è un premio letterario francese istituito nel 1951, da Florence Frank Jay Gould, per onorare la memoria di Max Jacob, che è morto il 5 marzo 1944, presso il campo di internamento di Drancy, due settimane dopo essere stato arrestato dalla Gestapo. Il premio viene assegnato per un lavoro poetico.

## Albo d'oro
Elenco completo sul sito web della Associazione degli Amici di Max Jacob
- 1951: Louis Guillaume, Noir comme la mer, ed. Les lettres, 1951.
- 1952: Armen Lubin, Sainte Patience, ed. Gallimard
- 1953: Marcel Sauvage, Œuvre d'Or, ed. Gallimard
- 1954: Jean Grosjean, Fils de l'Homme, ed. Gallimard
- 1955: Mademoiselle, Marie Josèphe, ed. Les yeux cernés, Debresse
- 1956: Edmond Humeau, per tutto il suo lavoro
- 1957: Marc Alyn, Le Temps des autres, ed. Ouvrières & Pierre Zech
- 1958: Charles Le Quintrec, Les noces de la terre, ed. Grasset
  - 1958: Pierre Oster, Solitude de la lumière, ed. Gallimard
- 1959: Gabriel Dheur, Monde transparent, ed. Seghers
  - 1959: Henry Bauchau, Géologie, ed. Gallimard
- 1960: Alain Bosquet, Deuxième testament, ed. Gallimard
- 1961: Lena Leclercq, Poèmes insoumis, ed. Barbezat
- 1962: Michel Deguy, Poèmes de la presqu'île, ed. Gallimard
- 1963: Georges Perros, Poèmes Bleus, ed. Gallimard
- 1964: Luc Bérimont, Les accrus, ed. Seghers
  - 1964: Philippe Salabreuil, La liberté des feuilles, ed. Gallimard
- 1965: Roger Giroux, L'arbre, le temps, ed. Mercure de France
- 1966: Gaston Puel, Le cinquième château, ed. La fenêtre ardente
- 1967: Édith Boissonnas, L'Embellie, ed. Gallimard
- 1968: Paul Chaulot, La porte la plus sûre, ed. Seghers
- 1969: Jacques Réda, Amen, ed. Gallimard
- 1970: Daniel Boulanger, Retouches, ed. Gallimard
- 1972: Henry Meschonnic, Dédicaces, proverbes, ed. Gallimard
- 1973: Hubert Juin, Le cinquième poème, ed. Français Réunis
- 1974: Jean-Claude Renard, Le dieu de la nuit, ed. du Seuil
- 1975: Jean Guichard-Meilli, Récits abrégés, ed. Galanis
- 1976: Jean Orizet, En soi le chaos, ed. St Germain des Prés
- 1977: Claude de Burine, Le Passeur, ed. St Germain des Prés
- 1978: Bernard Hreglisch, Droit d'absence, ed. Belfond
- 1979: Marie-Claire Banquart, Mémoire d'abolie, ed. Belfond
- 1980: Patrick Remaux, Repérage du vif, ed. Gallimard
- 1981: Salah Stétié, Inversion de l'arbre et du silence, ed. Gallimard
- 1982: Jean Michel Franck, Le Christ est du matin, ed. Gallimard
- 1983: Patrice Delbourg, Génériques, ed. Belfond
  - 1983: Dominique, Grandmont Ici-bas, ed. Messidor
- 1985: Jude Stéphan, Laures, ed. Gallimard
- 1986: Jean-Pierre Lemaire, Visitations, ed. Gallimard
- 1987: Jean-Michel Maulpoix, Ne cherchez plus mon cœur, ed. P.O.L.
- 1988: Paul de Roux, Le front contre la vitre, ed. Gallimard
- 1989: Richard Rognet, Je suis cet homme, ed. Belfond
- 1990: Pierre Toreilles, Parages du séjour, ed. Grasset
- 1991: François Jacmin, Le livre de la neige, ed. la Différence
- 1992: Charles Dobzynsky, La vie est un orchestre, ed. Belfond
- 1993: Mathieu Bénezet, Ode à la poésie, William Blake & Co. Edit
- 1994: Emmanuel Moses, Les bâtiments de la compagnie asiatique, ed. Obsidiane
- 1995: Yves Mabin Chennevière, Méditation métèque, ed. La Différence
- 1996: Alexandre Voisard, Le repentir du peintre, ed. Empreintes
- 1997: Xavier Bordes, Comme un bruit de source, ed. Gallimard
- 1998: Pierre-Jean Rémy, Retour d'Hélène, ed. Gallimard
- 2000: Philippe Delaveau, Petits gloires ordinaires, ed. Gallimard
- 2001: Gérard Cartier, Méridien de Greenwich, ed. Obsidiane
- 2003: Monchoachi, L'Espère-geste, ed. Obsidiane
  - 2003: Jaan Kaplinski, Le désir de la poussière, ed. Riveneuve
- 2004: Jean Pérol, À part et passager, ed. La Différence
  - 2004: Abdelamir Chawki, L'Obélisque d'Anail, Mercure de France
- 2005: Bernard Noël, Les yeux dans la couleur, P.O.L.
  - 2005: Mohammad-Ali Sepânlou, Le temps versatile, ed. de l'Inventaire
- 2006: Pierre Siméon, Lettres la femme aimée au sujet de la mort, Cheyne
  - 2006: Özdemir Ince, Mani est vivant !, ed. Al Manar
- 2007: Danièle Corre, Énigme du sol et du corps, ed. Aspects
  - 2007: Marie Huot, Chants de l'Eolienne, ed. Le Temps qu'il fait
    - 2007: Vasco Graça Moura, Une lettre en hiver et autres poèmes (1963-2005), ed. de la Différence
- 2008: Adonis, Al Kitâb, ed. du Seuil
  - 2008: Jean-Yves Masson, Neuvains du sommeil et de la sagesse, ed. Cheyne
- 2009: Jacques Jouet, MRM, ed. P. O. L.
  - 2009: Issa Makhlouf, Lettre aux deux sœurs, ed. José Corti
- 2010: Bernard Mazo, La cendre des Jours, ed. Voix d'Encre
  - 2010: Breyten Breytenbach: Outre Voix - Voice Over, ed. Actes Sud
- 2011: Nimrod, Babel Babylone, ed. Obsidiane
  - 2011: Wadih Saadeh, Le texte de l'absence et autres poèmes, ed. Sinbad
- 2012: Gérard Noiret, Autoportraits au soleil levant, ed. Obsidiane
  - 2012: Volker Braun, Le massacre des illusions, ed. L'oreille du loup
- 2013: James Sacré, Le paysage est sans légende, ed. Alain Gorius
  - 2013: Thanassis Hatzopoulos, Cellule, - ed. bilingue, editore Cheyne
- 2014: Éric Sarner, Cœur Chronique, ed. Castor Astral
  - 2014: Mohammed Bennis, Lieu Païen, tradotto dall'arabo da Bernard Noël in collaborazione con l'autore, ed. L'Amourier
- 2015: Paol Keineg, Mauvaises langues, ed. Obsidiane
  - 2015: Ritta Baddoura, Parler étrangement, ed. L'Arbre à paroles
- 2016: Esther Tellermann, Sous votre nom, ed. Flammarion
  - 2016: Títos Patríkios, Sur la barricade du temps, ed. Le Temps des cerises, prefazione: Olivier Delorme, traduzione: Marie-Laure Coulmin Koutsaftis.
- 2017: Guy Goffette,  Petits riens pour jours absolus, ed. Gallimard
  - 2017: Ida Vitale, Ni plus ni moins, ed. du Seuil, traduzione dallo spagnolo (Uruguay) di Silvia Baron Supervielle e François Maspero.(menzione speciale a Ivan Alechine, per Enterrement du Mexique  ed. Galilée.)
- 2018: Béatrice de Jurquet, Si quelqu’un écoute, ed. La Rumeur libre.
  - 2018: Michèle Finck, Connaissance par les larmes, ed. Arfuyen.
    - 2018: Salim Barakat, Syrie et autres poèmes, tradotto dall'arabo  (Syrie) da Antoine Jockey, ed. Actes Sud/Sindbad.
- 2019: Étienne Faure, Tête en bas, ed. Gallimard
  - 2019: Lasse Söderberg, Pierres de Jérusalem, tradotto dallo svedese per Jean-Clarence Lambert : ed. Caractères, coll. Planètes. Menzione speciale « Découverte » : Gabriel Zimmermann, Depuis la cendre : ed. Tarabuste.
- 2020 : Aksinia Mihaylova, Le Baiser du temps, Parigi, Gallimard, 2019, 84 p. ISBN 978-2-07-281934-6.
  - 2020 : Mikaël Hautchamp Le Vol des oiseaux filles,  Devesset, Cheyne éditeur, collezione verde, 2019, pag. 60 ISBN 978-2-84116-271-0.
    - 2020 : Jan Wagner[3], Les Variations de la citerne, tradotto dal tedesco e presentato da Julien Lapeyre de Cabanes e Alexandre Pateau, Arles, Actes Sud, coll. « Lettres allemandes », 2019 ISBN 978-2-330-12729-9.